# Rivera (miasto w Urugwaju)

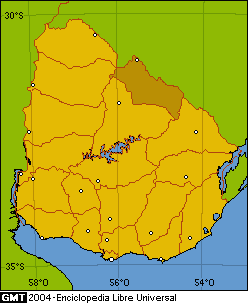
Położenie miasta Rivera w departamencie Rivera

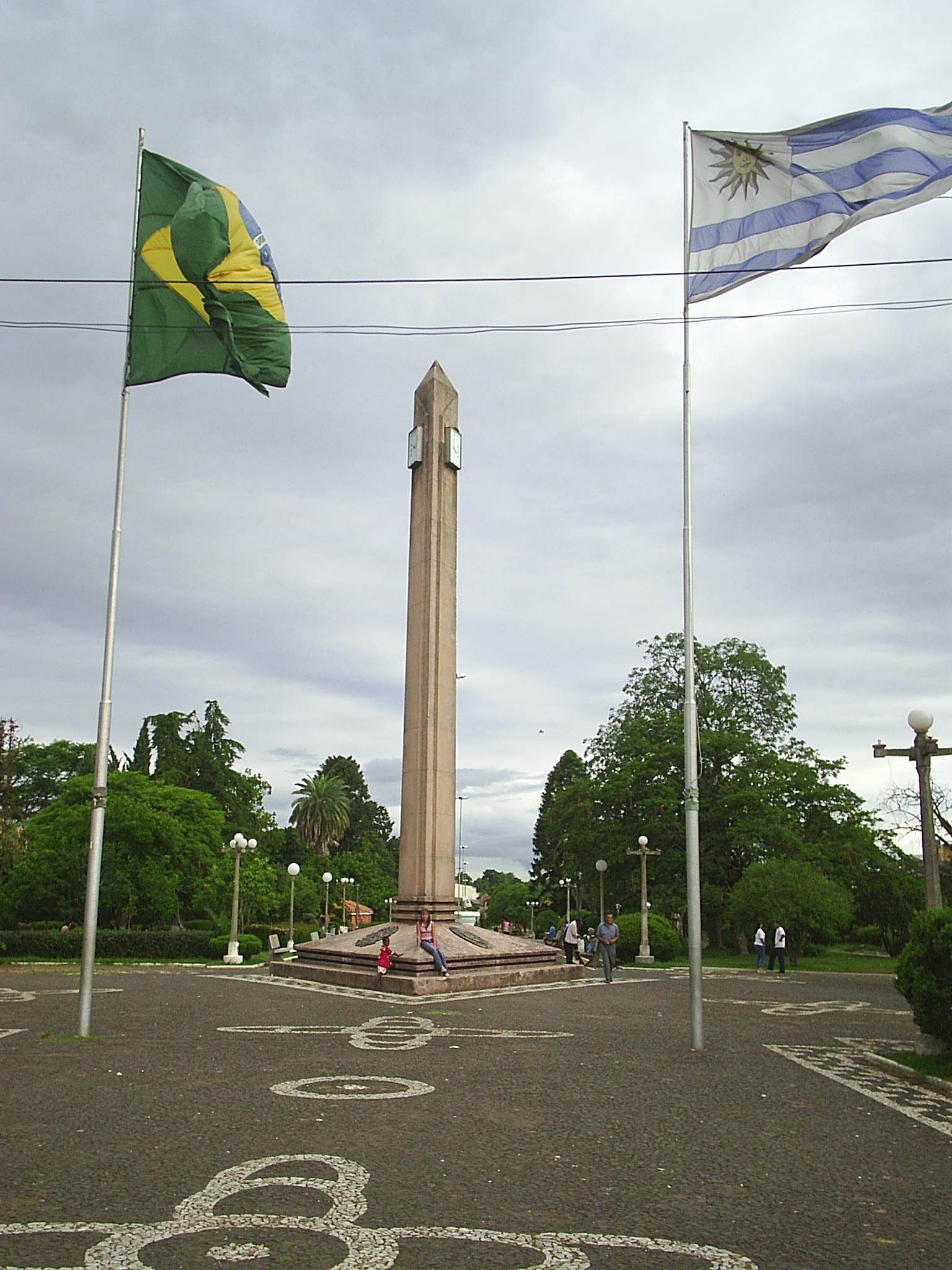
Plaza Internacional na granicy miast Rivera i Santana do Livramento

Rivera − miasto w północno-zachodnim Urugwaju, przy granicy z Brazylią. Ludność: 64 tys. (2011). Ośrodek administracyjny departamentu Rivera.
Rivera została założona 20 lipca 1867. Została nazwana na cześć urugwajskiego generała i pierwszego prezydenta Urugwaju Fructuoso Rivery.
Miasto położone jest w pagórkowatym terenie między pasmami wzgórz Cuchilla Negra i Cuchilla de Santa Ana. Sąsiaduje z brazylijskim miastem Santana do Livramento (Livramento), z którym tworzy transgraniczną aglomerację miejską, zamieszkiwaną przez około 180 tys. osób. W 1943 w miejscu, gdzie przebiega granica państwowa powstał plac Plaza Internacional, który dostępny jest dla mieszkańców obu państw. Przebiegająca tam granica nazywana jest "granicą pokoju" (Frontera de la Paz).
W mieście rozwinął się przemysł spożywczy i włókienniczy. Rivera stanowi ośrodek handlu produktami rolnymi z otaczającego go regionu. Do miasta dociera linia kolejowa (tutaj ładunek musi być przeładowany do wagonów brazylijskich, gdyż Urugwaj i Brazylia mają różne standardy szerokości torów) i główna droga samochodowa ze stolicy kraju Montevideo. W 1979 otwarto tutaj międzynarodowy port lotniczy.